# Nikolai Iazíkov
Nikolai Mikhàilovitx Iazíkov, rus: Никола́й Миха́йлович Язы́ков (16 de març [C.J. 4 de març] de 1803, Simbirsk - 7 de gener [C.J. 26 de desembre de 1846] de 1847, Moscou) fou un poeta rus de l'època del romanticisme, així com un dels representants més brillants de l'època d'or de la poesia russa; es feia dir "el poeta de l'alegria i el llúpol", així com "el poeta de la gresca i la llibertat." en la dècada del 1820 va rivalitzar amb Aleksandr Puixkin i Ievgueni Baratinski com el poeta més popular de la seva generació. Al final de la seva vida es manifestà proper als eslavòfils.

## Biografia
Iazíkov va néixer a Simbirsk, en una antiga família de terratinents russos. Els seus primers versos es van imprimer per primer cop l'any 1819. Durant set anys (1822-1829) Iazíkov va estudiar al departament de filosofia de la Universitat de Dorpat, on es va fer famós amb els seus versos anacreòntics per a la glòria del vi i la diversió. Durant les seves vacances d'estiu va anar a Trigórskoie, on va conèixer Puixkin.
Després d'abandonar Dorpat, sense acabar els seus estudis, Iazíkov va viure entre Moscou i la seva propietat de Simbirsk. Posteriorment, es va fer conèixer entre els cercles nacionalistes i eslaus de Moscou, que van celebrar la seva poesia amb gran estima. Nikolai Gògol, en particular, va qualificar Iazíkov com el seu poeta favorit sobre tots els altres poetes vius:
| « | El nom de Iazíkvovno fou en va. Parla el seu idioma, com un àrab amb el seu cavall salvatge, i fins i tot es vanta del seu poder. El terratrèmol, gran escriptor Iazíkov anomenat "el millor poema rus. | » |

Els joves idealistes agrupats entorn de Nikolai Stankévitx, tanmateix, van rebutjar la seva obra com a contínuament mancada d'idees.
La salut de Iazíkov, soscavada pels excessos de la seva vida estudiantil, va començar a passar-li factura molt aviat. A la tardor de 1836, les seves malalties revifaren de nou (teniosi, neurosífilis, etc) i començaren a avançar tan ràpidament que l'any següent ja no podia caminar recte, i es va veure obligat a abandonar el tractament a Moscou. Des d'aleshores fou un rodamón inquiet, d'un centre de salut a un altre. La Riviera genovesa, Niça, Gastein, i altres spas alemanys són el fons freqüent del seus versos posteriors. El seu temps lliure el dedicava a compilar poesia popular russa, tasca en la qual va ser assistit per Piotr Kiréievski
A part de Puixkin, Iazíkov també era amic de Nikolai Gògol i era el cunyat de Khomiakov. Va ser la mort de la seva germana el que va desencadenar la depressió mortal de Gògol. Segons els seus desitjos, el gran novel·lista fou enterrat al costat de la família Iazíkov al Monestir de Danílov. El 1931, les restes de Iazíkov, Gògol i Khomiakov foren traslladades al Cementiri de Novodévitxi.
D.S. Mirsky va comparar Iazíkov amb Gavriïl Derjavin "pel seu poder de veure la natura com una orgia de llum i color".
| « | Puixkin un cop va dir, fent broma, que a la Font Castàlia de la qual va beure Iazíkov, no hi rajava aigua sinó xampany. La gairebé intoxicació física, produïda pels poemes de Iazíkov, és ben coneguda pels seus lectors. La poesia és freda i escumeja, com el xampany o com una font d'aigua mineral. Impressionant - física o nerviosa - l'energia dels seus poemes és inigualable. És fàcil d'imaginar el que va fer d'una trama com "Vodopad" (1828),però també amb poemes més pacífics sobre la naturalesa ("Trigorskoie" o versos sobre el llac Peipus), de la mateixa manera va aconseguir una vida brillant en la seva esplendor de cristall fred. | » |

## Poema "Pregària"
| « | (rus) МОЛИТВА Молю святое Провиденье: Оставь мне тягостные дни, Но дай железное терпенье, Но сердце мне окамени. Пусть, неизменен, жизни новой Приду к таинственным вратам, Как Волги вал белоголовой Доходит целый к берегам! | (català) PREGÀRIA Prego per la santa Providència: deixeu-me els dies malaurats, mes deu-me paciència fèrria i que se'm mudi en pedra el cor. Que del no viure, jo, immutable, atenyi l'insabut llindar, com l'ona escumejant del Volga arriba entera al riberal! | » |